# Bruno Le Roux
Bruno Le Roux (ur. 2 maja 1965 w Gennevilliers) – francuski polityk, deputowany reprezentujący departament Sekwana-Saint-Denis, od 2012 do 2016 przewodniczący frakcji socjalistycznej, od 2016 do 2017 minister spraw wewnętrznych w rządzie Bernarda Cazeneuve’a.

## Życiorys
Bruno Le Roux został absolwentem studiów z zarządzania na Université de Paris X. Kształcił się również w szkołach ekonomicznych. Od 1988 do 1998 pracował na Université Paris-XIII jako konsultant.
W 1989 został wicemerem Épinay-sur-Seine, a w 1995 merem tej miejscowości. Był również radnym departamentu Sekwana-Saint-Denis. Od 1990 był zastępcą dyrektora gabinetu Pierre’a Mauroy, który wówczas pełnił funkcję pierwszego sekretarza Partii Socjalistycznej.
W wyborach w 1997 polityk uzyskał mandat deputowanego do Zgromadzenia Narodowego (reelekcja w 2002, 2007 i 2012). W 2012 został przewodniczącym frakcji socjalistycznej w tej izbie francuskiego parlamentu.
6 grudnia 2016 powołano go na ministra spraw wewnętrznych w rządzie Bernarda Cazeneuve’a. Odwołany ze stanowiska 21 marca 2017, gdy ujawniono, że jako deputowany zatrudniał na stanowiskach asystentek poselskich swoje małoletnie córki.